# فهرست امیران صفاری
فهرست امیران صفاری مربوط به امرای حکومت صفاریان است که دودمانی ایرانی بودند و بر بخش‌هایی از ایران و افغانستان و تاجیکستان و پاکستان کنونی حکومت می‌کردند. پایتخت صفاریان شهر زَرَنگ سیستان بود و آنان را از نوادگان ساسانیان می‌دانستند که پس از حمله اعراب به ایران به سیستان مهاجرت کرده بودند. در زمان صفاریان زبان فارسی زبان رسمی شد.

## فهرست امیران صفاری
| لقب                                        | نام شخصی            | دوران حکومت     | یادداشت                                                            |
| ------------------------------------------ | ------------------- | --------------- | ------------------------------------------------------------------ |
| شروع حکومت با تصرف سیستان                  |                     |                 |                                                                    |
| امیر صفار                                  | یعقوب لیث           | ۸۶۱–۸۷۹ میلادی  | طاهریان را برانداخت                                                |
| امیر                                       | عمرو لیث            | ۸۷۹–۹۰۱ میلادی  | از سامانیان شکست خورد و در زندان بغداد بدستور خلیفه عباسی کشته شد. |
| امیر ابوحسن                                | طاهر بن محمد صفاری  | ۹۰۱–۹۰۸ میلادی  | از خلافت عباسیان، اطاعت ضمنی داشت.                                 |
| امیر                                       | لیث بن علی بن لیث   | ۹۰۸–۹۱۰ میلادی  |                                                                    |
| امیر                                       | محمد بن علی لیث     | ۹۱۰–۹۱۱ میلادی  |                                                                    |
| امیر                                       | المعدل بن علی       | ۹۱۱ میلادی      |                                                                    |
| امیر ابوحفص                                | عمرو بن یعقوب       | ۹۱۲–۹۱۳ میلادی  |                                                                    |
| گرفتن قلمرو توسط سامانیان (۹۱۳–۹۲۲ میلادی) |                     |                 |                                                                    |
| امیر ابوجعفر                               | احمد بن محمد بن خلف | ۹۲۲–۹۶۳میلادی   |                                                                    |
| امیر ولی‌الدوله                             | خلف بن احمد         | ۹۶۳–۱۰۰۲ میلادی |                                                                    |
| سقوط توسط سلطان محمود غزنوی (۱۰۰۲ میلادی)  |                     |                 |                                                                    |